# پنجاه طیف تاریک‌تر (فیلم)
پنجاه طیف تاریک‌تر (به انگلیسی: Fifty Shades Darker) یک فیلم رمانتیک درام اروتیک آمریکایی به کارگردانی جیمز فولی و نویسندگی نیال لئونارد است که بر اساس رمانی به همین نام نوشتهٔ ای.ال. جیمز ساخته شده است و دنباله‌ای بر فیلم «پنجاه طیف گری» در سال ۲۰۱۵ به‌شمار می‌رود. داکوتا جانسون و جیمی درنان یکبار دیگر به ایفای نقش‌های آناستازیا استیل و کریستین گری در این فیلم پرداخته‌اند. فیلمبرداری پنجاه طیف تاریک‌تر و دنبالهٔ آن پنجاه طیف آزادی از ۹ فوریه ۲۰۱۸ در پاریس و ونکوور انجام شد. پنجاه طیف تاریک‌تر توسط یونیورسال استودیوز در ۱۰ فوریه ۲۰۱۷ در ایالات متحده اکران شد و عموماً برای فیلم‌نامه، روایت و ایفای نقش‌ها (به ویژه جیمی درنان) مورد انتقاد قرار گرفت. این فیلم با ۳۹ نقد در وبگاه متاکریتیک، امتیاز ۳۳ از ۱۰۰ را به خود اختصاص داده است.

## داستان
آناستازیا استیل پس از ترک کریستین گری، با کابوس‌های گذشته‌ی خشونت‌آمیز کودکی او روبرو می‌شود. همزمان، آنا به عنوان دستیار جک هاید، ویراستار شرکت نشر مستقل سیاتل (SIP) مشغول به کار می‌شود؛ شرکتی که سه دستیار قبلی جک در ۱۸ ماه گذشته بدون اطلاع قبلی استعفا داده‌اند. در افتتاحیه نمایشگاه عکاسی دوستش خوزه رودریگز، آنا با کریستین مواجه می‌شود و از این‌که او تمام پرتره‌های خوزه از خودش را خریده ناراحت می‌شود. کریستین که خواستار بازگشت آناست، با شرایط «بدون قوانین، بدون تنبیه و بدون راز» او موافقت می‌کند و فاش می‌کند که مادر بیولوژیکی‌اش زن خیابانی معتاد به کراک بوده است.
وقتی جک و آنا برای نوشیدنی بعد از کار می‌روند، آنا زنی را می‌بیند که به او شبیه است. کریستین از پاسخ دادن درباره او طفره می‌رود و بعدها توضیح می‌دهد او لیلا ویلیامز، زیردست سابق اوست که پس از پایان قراردادشان، به او علاقه‌مند شد اما رد شد و پس از ازدواج و از دست دادن همسرش دچار بحران روانی شده و او را تعقیب می‌کند. پیش از مهمانی خیریه خانوادگی گری، کریستین آنا را به سالن زیبایی اِسکلوا می‌برد که متعلق به النا لینکلن است، زن سابقی که کریستین را در کودکی به دنیای BDSM معرفی کرد. آنا از این همکاری و حضور النا عصبانی است.
در مهمانی، خواهر کریستین، میا، اشاره می‌کند که کریستین از چند مدرسه به دلیل دعوا اخراج شده است. پس از بازگشت به خانه، لیلا خودروی آنا را خراب می‌کند. آن‌ها به قایق تفریحی کریستین می‌روند و او داستان تلخ مرگ مادر بیولوژیکی‌اش را تعریف می‌کند. در محل کار، جک از آنا می‌خواهد با او به نمایشگاه کتاب نیویورک برود، ولی آنا پس از صحبت با کریستین از این سفر منصرف می‌شود.
جک در محل کار تلاش به تجاوز به آنا می‌کند اما او موفق به فرار می‌شود. کریستین با نفوذ خود جک را اخراج می‌کند و آنا به جای او به سمت ویراستار موقت منصوب می‌شود. کریستین از آنا می‌خواهد پیش او زندگی کند و او قبول می‌کند.
در آپارتمان آنا، لیلا مسلح منتظر است ولی کریستین با بازگرداندن تسلط خود او را تسلیم می‌کند. آنا که از نیاز کریستین به سلطه‌گری متأثر شده، چند ساعت او را ترک می‌کند. کریستین که وحشت‌زده است، زانو می‌زند و اعتراف می‌کند که دامیننت نیست بلکه سادیسم دارد و از آسیب زدن به زنانی که شبیه مادرش هستند لذت می‌برد؛ اما می‌خواهد تغییر کند. سپس کریستین پیشنهاد ازدواج می‌دهد ولی آنا می‌گوید نیاز به فکر دارد.
کریستین در سفر کاری با هلیکوپتر شخصی‌اش دچار نقص فنی می‌شود و مجبور به فرود اضطراری در منطقه‌ای جنگلی می‌گردد. پس از جست‌وجوی گسترده، به سلامت بازمی‌گردد. آنا پس از این ماجرا عشقش را درمی‌یابد و پیشنهاد ازدواجش را می‌پذیرد. در جشن تولد کریستین، النا به آنا اتهام استفاده مالی می‌زند اما آنا او را ساکت می‌کند. کریستین به النا می‌گوید که او به او «چگونه رابطه جنسی داشتن» را آموخت اما آنا «چگونه دوست داشتن» را. مادرخوانده کریستین، گریس، از این گفت‌وگو باخبر شده و دستور می‌دهد النا از زندگی آن‌ها خارج شود. کریستین نیز روابطش را با النا قطع می‌کند. شب همان روز، کریستین رسماً با حلقه ازدواج پیشنهاد می‌دهد و آنا قبول می‌کند. در حالی که آتش‌بازی در آسمان می‌درخشد، جک هاید از دور به جشن نگاه می‌کند و در سکوت قسم می‌خورد که انتقام خواهد گرفت.

## بازیگران
- داکوتا جانسون در نقش آناستازیا استیل
- جیمی درنان در نقش کریستین گری
- کیم بیسینگر در نقش الینا لینکولن/خانم رابینسون
- لوک گریمز در نقش الیوت گری
- الویز مامفورد در نقش کاترین «کیت» کاوانا
- اریک جانسون در نقش جک هاید
- مارسیا گی هاردن در نقش گریس ترولین گری
- بلا هیثکت در نقش لیلا ویلیامز
- مکس مارتینی در نقش جیسون تیلر
- ریتا اورا در نقش میا گری
- ویکتور راسوک در نقش خوزه رودریگز
- فی مسترسون در نقش گیل جونز
- رابین لی در نقش رز بیلی
- برنت داتری در نقش لوک ساویر
- تایلر هوچلین در نقش بویس فاکس
- هیو دنسی در نقش دکتر فلین
- بروک آلتمن در نقش جری روچ
- ایمی پرایس-فرانسیس در نقش الیزابت مورگان

## تهیه و تولید

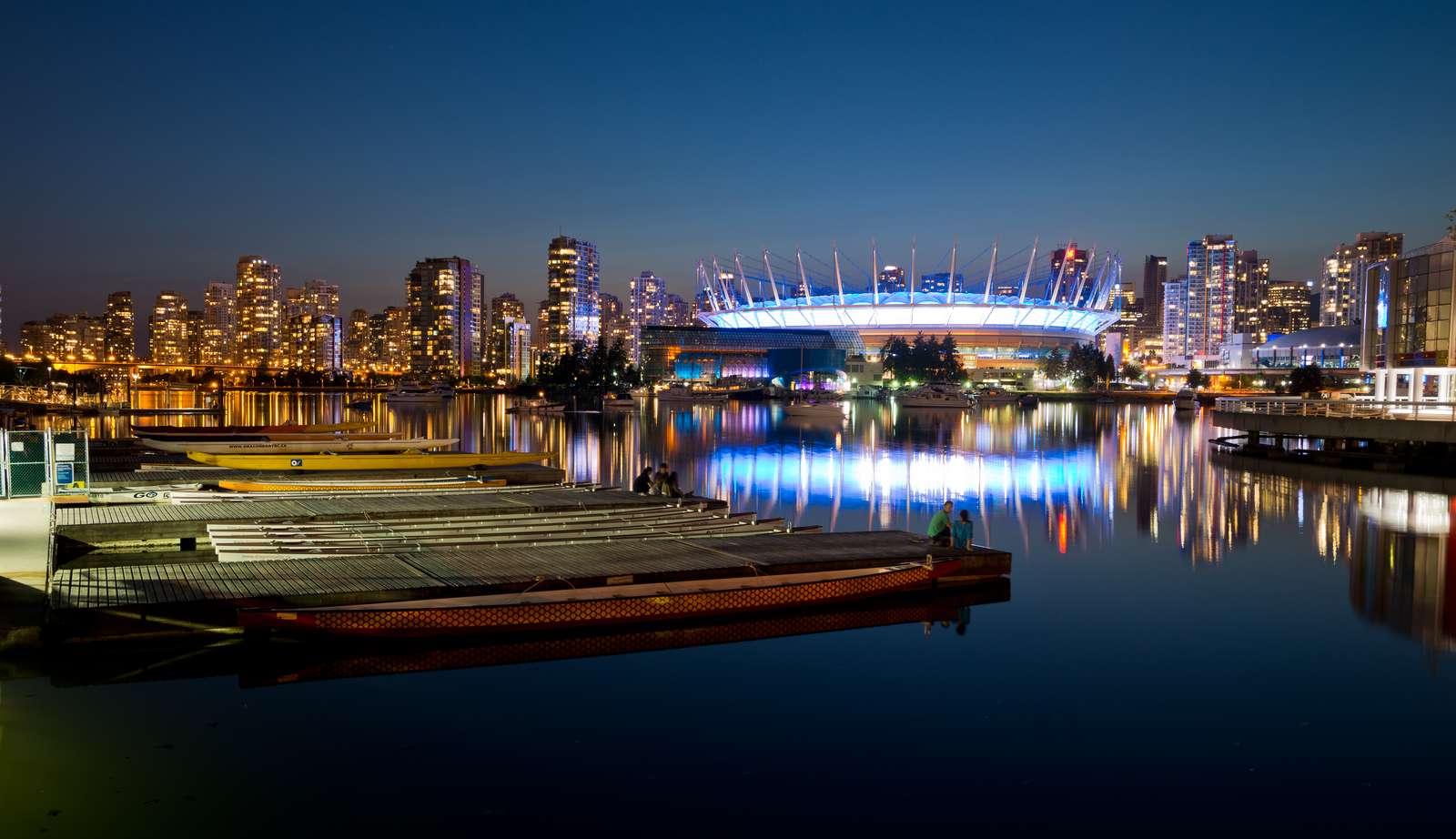
پنجاه طیف تاریک‌تر (فیلم)

اقتباس فیلم از کتاب توسط فوکس فیچرز، مایکل دلوکا و تریگر استریت پروداکشنز تهیه شد. در این مسیر، یونیورسال استودیوز و فوکس فیچرز در مارس ۲۰۱۲ حقوق اقتباس سه کتاب را از آن خود کردند. یونیورسال توزیع فیلم را نیز به عهده دارد. در مارس ۲۰۱۴، تهیه‌کننده فیلم نخست، دینا برونتی، اعلام کرد که هیچ برنامه خاصی برای تولید فیلم دوم ندارند. کتاب نخست از این مجموعه، به فیلمی با همان نام تبدیل شد و در ۱۳ فوریه ۲۰۱۵ منتشر شد. قبل از انتشار اولین فیلم، هواداران بشدت انتظار داشتند که فیلم دوم نیز ساخته شود. در ۶ فوریه ۲۰۱۵ در نیویورک سیتی، سم تیلور جانسون اعلام کرد که ادامه مجموعه یعنی پنجاه طیف تاریک‌تر و پنجاه طیف آزادی نیز به فیلم تبدیل خواهند شد و فیلم دوم در سال ۲۰۱۷ عرضه می‌شود. بعد از این ماجرا، کارگردان به دیجیتال اسپای اعلام کرد که «این تصمیم من نیست و من هیچ سهمی در هیچ تصمیم‌گیری و بحثی نداشته‌ام.» در ۲۵ مارس ۲۰۱۵، تیلور-جانسون رسماً از گروه خارج شد. در ۲ آوریل ۲۰۱۵، [ددلاین هالیوود|ددلاین]] اعلام کرد که دلوکا از سونی پیکچرز خارج شده تا به یونیورسال بپیوندد و در تهیه ادامه مجوعه پنجاه سایه شرکت کند. بعداً مشخص شد که تیلور-جانسون برای کارگردانی ادامه کار برنخواهد گشت. در ۲۲ آوریل ۲۰۱۵، اعلام شد که همسر ای. ال. جیمز، نایل لئونارد، فیلم‌نامه را خواهد نوشت. در آوریل ۲۰۱۵، رئیس یونیورسال پیکچرز، دانا لنگلی، به هالیوود ریپورتر گفت که کار دوم «هیجان انگیزتر» خواهد بود. در ژوئیه ۲۰۱۵، تصدیق شد که ریتا اورا در نقش میاگری باز خواهد گشت و هنری کویل برای نقش جک هاید و شارلیز ترون برای نقش خانم رابینسون مدنظر قرار گرفتند. در ۲۰ اوت ۲۰۱۵، ددلاین اعلام کرد که جیمز فولی اولین گزینه مدنظر برای کارگردانی دو فیلم بعدی می‌باشد. در عین حال استودیو کارگردانان دیگری چون ربکا توماس، مارک پلینگتون و تانیا وکسلر را مدنظر داشته است. در ۱۲ نوامبر ۲۰۱۵، معلوم شد که فولی کارگردان مجموعه خواهد شود و هر دو فیلم به دنبال هم در سال ۲۰۱۶ فیلمبرداری خواهند شد. مایکل دلوکا و دینا برونتی نیز همراه با ای.ال. جیمز تهیه‌کنندگی مجموعه را عهده‌دار خواهند شد. داکوتا جانسون و جیمی درنان نیز در ادامه بازی خواهند کرد.

### انتخاب بازیگر
در ۲۸ ژانویه ۲۰۱۶، کیم بیسینگر برای ایفای نقش الینا لینکولن، همکار تجاری و معشوقه سابق کریستین، به گروه پیوسته است. لوک گریمز، الوییز مامفورد و مکس مارتینی نیز در این فیلم حضور خواهند داشت. در ۵فوریه، بلا هیتکوت برای نقش لیلا، یکی از سلطه پذیرهای سابق کریستین، حاضر می‌شود. در همان ماه، اریک جانسون نقش جک هاید را اختیار کرد. در ۱۸ فوریه ۲۰۱۶، گزارش شد که رابین لی و فی مسترسون به ترتیب در نقش رز (همکار تجاری کریستین) و خانم جونز (خدمتکار کریستین) ظاهر خواهند شد.
در ۲۶ فوریه ۲۰۱۶، تایلر هوچلین برای نقش بویس فاکس انتخاب شد.
در ۷ آوریل ۲۰۱۶، گزارش شد که هیو دنسی برای نقش دکتر جان فلین، روان‌پزشک کریستین گری، انتخاب شده است.

### فیلمبرداری
قرار بود فیلمبرداری اصلی از ژوئن ۲۰۱۵ در ونکوور آغاز شود. اما به دلیل اینکه در آن زمان فیلم‌نامه نوشته نشده بود، اینکار به تأخیر افتاد. بعداً اعلام شد که فیلمبرداری از فوریه ۲۰۱۶ در ونکوور شروع می‌شود. در نوامبر ۲۰۱۵، استودیوی یونیورسال گفت هر دو فیلم بدنبال هم ساخته خواهند شد. از ۹ فوریه ۲۰۱۶ تا ۱۲ ژوئیه ۲۰۱۶ فیلمبرداری در پاریس و ونکوور انجام می‌شود.

## عرضه
پنجاه طیف تاریک‌تر در تاریخ ۱۰ فوریه ۲۰۱۷ توسط یونیورسال پیکچرز عرضه شد.

### بازاریابی
در ۱۵ سپتامبر ۲۰۱۶، یونیورسال نخستین تریلر رسمی فیلم را منتشر کرد. در طی ۲۴ ساعت نخست، این تریلر در رسانه‌های مختلفی همچون فیس‌بوک، یوتیوب و اینستاگرام بازدید بی‌سابقه ۱۱۴ میلیون نفر را داشت. در صفحه رسمی فیلم در فیس بوک، بیش از ۲٫۵ میلیون نفر از ویدیو دیدن کردند. بیش از ۳۹٫۴ میلیون نفر از آمریکای شمالی و ۷۴٫۶ میلیون نفر از این بازدیدها از بیش از ۳۲ بازار جهانی بود؛ از جمله بریتانیا، مکزیک و فرانسه. این رقم رکورد قبلی را شکست که در دست جنگ ستارگان: نیرو برمی‌خیزد بود؛ درحالیکه آن فیلم در اکتبر ۲۰۱۵ و در همین مدت زمانی توانسته بود ۱۱۲ میلیون بازدید داشته باشد. در هر حال، تریلر دوم فیلم دیو و دلبر محصول کمپانی دیزنی با ۱۲۷٫۶ میلیون بازدید در نوامبر ۲۰۱۶، از پنجاه طیف تاریک‌تر پیشی گرفت.

### دسته‌بندی
در ۱۰ نوامبر ۲۰۱۶، انجمن سینمایی آمریکا، همانند فیلم اول آن را در دسته "آر" قرار داد و دلیل آن را وجود "محتوای جنسی و اروتیک قوی، عریانی واضح و محتوای زبانی" بیان کرد.
در کانادا، این فیلم عمدتاً بخاطر محتوای جنسی خود، در تمامی ایالت‌ها به جز کبک در رده زیر ۱۸ای قرار گرفت. در کبک، به دلیل محتوای همراه با «تحریکات جنسی» آن را در رده مثبت۱۶ قرار دادند. در بریتانیا، بخاطر «سکس قوی»، افراد باید در سینما شناسنامه خود را ارائه کنند تا مشخص شود که از بیش از ۱۸ سال دارند.
در فیلیپین، هیئت بررسی و دسته‌بندی سینما و تلویزیون آن را در رده‌بندی آر-۱۸ قرار داد؛ به این معنا که به دلیل محتوای جنسی قوی، تنها افراد ۱۸ سال به بالا می‌توانند برای دیدن آن به سینما بروند.

### موسیقی
ترانه اصلی فیلم به نام «نمی‌خواهم تا ابد زنده باشم» توسط زین ملک و تیلور سوئیفت در ۹ دسامبر ۲۰۱۶ عرضه شد. در ۱۳ ژانویه ۲۰۱۷ نیز هالزی آهنگ بعدی فیلم به نام «من دیگر نمی‌ترسم» را عرضه کرد. همچنین سیا، جان لجند، نیک جوناس و نیکی میناژ، کیگو و اندرو جکسون و همچنین ریتا اورا ترانه‌های دیگری برای این فیلم اجرا کرده‌اند.

## بازخورد

### گیشه
در ۹ مارس ۲۰۱۷، پنجاه طیف تاریک‌تر در ایالات متحده آمریکا و کانادا ۱۱۰٫۶ میلیون دلار و در مناطق دیگر ۲۴۶٬۳ میلیون دلار فروش داشت و با بودجه ۵۵ میلیون دلاری، در سطح دنیا به فروش ۳۵۷٫۱ میلیون دلار رسید.
در ایالات متحده آمریکا و کانادا، پنجاه طیف تاریک‌تر همراه با دو دنباله دیگر یعنی فیلم لگو بتمن و جان ویک: بخش ۲ اکران شد و در هفته افتتاحیه خود ۳۲–۴۰ میلیون دلار فروش داشت. از پنج شنبه شب شروع اکران این فیلم در ۳۱۲۰ سینما، ۵٫۷۲ میلیون دلار کسب کرد و نسبت اکران فیلم قبلی خود در دو سال قبل (با فروش ۸٫۶ میلیون دلاری) افت داشت. با این وجود به عنوان فیلمی در دسته‌بندی "آر"، مقام ششمین فیلم برتر پنجشنبه را بدست آورد. در روز جمعه فروش به ۲۱٫۵ میلیون دلار رسید (افت ۳۰درصدی نسبت به فروش ۳۰ میلیون دلاری فیلم نخست در روز افتتاحیه) اما مقام اول را در گیشه کسب کرد. با شروع اکران عمومی، ۴۶٫۸ میلیون دلار فروش داشت (افت ۴۵درصدی نسبت به فروش ۸۵٫۱ میلیون دلاری فیلم نخست) و در باکس آفیس بعد از فیلم لگو بتمن (۵۵٫۶ میلیون دلار) در مقام دوم قرار گرفت. در روز ولنتاین این فیلم ۱۱ میلیون دلار فروش داشت و بعد از فیلم عهد (۱۱٫۶ میلیون دلار در سال ۲۰۱۲)، رتبه دوم اکران در روز تعطیل را بدست آورد و فروش پنج روزه خود را به ۶۱٫۵ میلیون دلار رساند.
خارج از آمریکای شمالی، این فیلم هم‌زمان در ۵۷ کشور اکران شد و انتظار می‌رفت در سه روز نخست فروشی بالغ بر ۱۱۵–۱۵۵ میلیون دلار داشته باشد. نهایتاً در هفته نخست ۹۷٫۸ میلیون دلار فروش داشت و رتبه چهارم فروش افتتاحیه به عنوان فیلمی در دسته "آر" را کسب کرد. بالاترین میزان فروش فیلم در آلمان (۲۹ میلیون دلار)، بریتانیا (۲۶٫۹ میلیون دلار)، فرانسه (۱۹٫۱ میلیون دلار)، برزیل (۱۹٫۶ میلیون دلار)، ایتالیا (۱۵٫۵ میلیون دلار) و روسیه (۱۲٫۷ میلیون دلار) بود.

### بازخورد منتقدان
همانند فیلم قبلی، پنجاه طیف تاریک‌تر نقدهایی نسبت به فیلم‌نامه، داستان و اجرای درنان دریافت کرد. در وبسایت نقد و بررسی راتن تومیتوز رتبه ۹ درصد قبولی را بر اساس ۱۵۰ نقد بدست آورد و از ۱۰ نمره ۳٫۴ را گرفت. نقدهای این سایت به‌طور کلی در این باره بود: «فقدان حرارت رابطه یا حساسیت داستانی، پنجاه طیف تاریک‌تر می‌خواهد از نظر جنسی غیرعادی باشد ولی تنها تنبیه را نمایش می‌دهد». در متاکریتیک بر اساس ۳۹ نقد، نمره ۳۳ را از ۱۰۰ بدست آورد که بیانگر «نقدهای عموماً نامطلوب» است. در نظرسنجی سینمااسکور در مقیاس «ای مثبت» تا «اف»، نمره «بی‌مثبت» را کسب کرد؛ در حالیکه فیلم نخست «سی مثبت» گرفته بود.
ریچارد روپر با دادن ۲ ستاره از ۴ ستاره به فیلم اذعان کرد: «این فیلم جذاب گاهی لذت بخش است اما اکثراً تحریک‌کننده و کسل‌کننده است». وینس منسینی از آپراکس به نواقص فیلم اشاره کرد ولی دیدن آن را لذت بخش دانست و گفت: «به غیر از ارزش پایین داستانی، به عنوان یک فرد معمولی و خارج از گود دیدن پنجاه طیف تاریک‌تر واقعاً تجربه‌ای عجیب و مفرح بود، به خصوص که یکی از تماشاچی‌ها در صحنه‌های سکس مدام داد و فریاد می‌کرد. واقعاً مفهوم دلیلش را نفهمیدم ولی از اینکه می‌دیدم مردم خوش می‌گذرانند، لذت می‌بردم».
مانولا دارگیس از طرف نیویورک تایمز نظراتی مشابه و دوپهلویی در رابطه با محتوای فیلم داشت و بیان کرد:
«من هنوز از خانم جانسون در پنجاه طیف تاریک‌تر خوشم می‌آید، حتی اگر این مسئله سخت بنظر می‌آید. دوباره، قصه دربارهٔ عشق و جدایی آناستازیا استیل (خانم جانسون) و دوست پسر میلیونرش، کریستین گری (جیمی درنان) بود؛ مردی با عضلات تراشیده و وسایل گران و مشکلات ناراحت‌کننده. زد و خوردهایی رخ داد: شلیک شد، یک تجاوزگر تنبیه شد و دست و پای آناستازیا بسته شد. عمدتاً او سبقت می‌گرفت و عقب‌نشینی می‌کرد (به‌طور مکرر)، آه و ناله می‌کرد و هربار که کریستین سعی داشت خارج از اتاق خواب بر او مسلط شود، تعجب می‌کرد.»
ریچارد برادی از نیویورکر، به پنجاه طیف تاریک‌تر نسبت به فیلم نخست رتبه پایین‌تری داد و این موضوع را گردن تغییر کارگردان انداخت:
«بعضی از بزرگ‌ترین ملودرام‌های هالیوود (مثل وسوسه باشکوه از داگلاس سیرک) حتی بیش‌تر از پنجاه طیف تاریک‌تر پوچ و عجیب هستند. هنر افراطی آن‌ها چارچوبی برای ایده‌ها و احساسات افراطی می‌شود؛ حتی در دوره سکوت شدید مردم دربارهٔ زندگی جنسی. آزادی دوران حاضر در رابطه با صراحت جنسی حوزه‌هایی را در شخصیت پردازی و فانتزی‌های صمیمی خلق می‌کند که نخستین فیلم مجموعه پنجاه طیف به آن رسید و فیلم دوم کاملاً آن را نادیده گرفت. لاقیدی پنجاه طیف تاریک‌تر نسبت به هویت، تعارض‌ها و تمایلات شخصیت‌ها با لاقیدی آن به ذات سینمایی آن همسان است. فقدان شخصیت پردازی فیلم مضحک است، عناصر پورنوگرافی آن در قالب نمایش سکس نیست بلکه در قالب نمایش افراد، روابط و موقعیت‌هایی است که به طرزی غیرعادی، سنگینی قدرتمندی در حوزه روان‌شناسی و اجتماعی را به دوش می‌کشد. تمام این مشکلات پنجاه طیف تاریک‌تر توسط یک کارگردان خوب قابل اصلاح است.»